# Tumi and the Volume
Tumi and the Volume est un groupe de hip-hop sud-africain originaire de Johannesburg. Il compte l'album live At the Bassline (2004), et les albums studio Tumi and the Volume (2006), et Pick a Dream (2010). En décembre 2012, le groupe se sépare officiellement.

## Membres
- Tiago Paulo - guitare
- Paulo Chibanga - batterie
- David Bergman - basse
- Tumi Molekane - chant

## Discographie

### Albums studio
- 2007 : Tumi and the Volume
- 2010 : Pick a Dream

### Album live
- 2004 : At the Bassline